# Rádiové spektrum
Rádiové spektrum jsou elektromagnetické vlny o kmitočtech do 3 000 GHz šířené prostorem bez zvláštního vedení. Rádiové vlny jsou vyzařovány anténami, jejichž délka je úměrná délce nosné vlny, takže jejich rozměry jsou v rozmezí milimetrů až stovek metrů. Rádiové spektrum je klíčovým veřejným zdrojem pro přenos informací v důležitých odvětvích a službách jako jsou rozhlasové a televizní vysílání, doprava, mobilní širokopásmové a družicové komunikace, soukromé rádiové sítě, pohyblivé komunikace na palubách letadel a lodí, komunikace pomocí družicových systémů, radiolokační služba, vojenské systémy, komunikační systémy veřejné bezpečnosti, amatérské rádiové vysílání, zařízení krátkého dosahu (např. lékařské přístroje, přístroje pro nedoslýchavé, dopravní telematika, alarmy, meteostanice), bezdrátové mikrofony a kamery, vědecká činnost jako je meteorologie, pozorování Země, radioastronomie a výzkum vesmíru a mnoho dalších. S cílem účelného využití kmitočtů za současného předcházení škodlivému rušení jsou určeni národní správci spektra; v ČR tuto činnost vykonává ČTÚ. V mezinárodním měřítku pak Mezinárodní telekomunikační unie (ITU).

## Využívání rádiového spektra v EU
Právní rámec využívání rádiového spektra v členských zemích EU byl stanoven v roce 2002 přijetím Rozhodnutí Evropského parlamentu a Rady o předpisovém rámci pro politiku rádiového spektra v Evropském společenství, zkráceně "Rozhodnutí o rádiovém spektru". Toto Rozhodnutí je stěžejní pro koordinované využívání rádiových kmitočtů mezi členskými zeměmi EU prostřednictvím harmonizace podmínek týkajících se dostupnosti a účinného využívání rádiového spektra nezbytných pro vytvoření a fungování vnitřního trhu v některých oblastech EU, jako jsou elektronické komunikace, doprava, věda a výzkum. Rozhodnutí o Rádiovém spektru umožňuje Evropské komisi přijímat implementační rozhodnutí za účelem harmonizace technických podmínek pro efektivní využívání rádiového spektra pro správné fungování vnitřního trhu EU. Za tímto účelem může pověřit Evropskou konferenci správ pošt a telekomunikací (CEPT) přípravou těchto implementačních technických opatření.
Rozhodnutí o rádiovém spektru z roku 2002 také ustanovilo orgány, které Komisi pomáhají s prováděním politiky rádiového spektra:
- Skupina pro politiku rádiového spektra (Radio Spectrum Policy Group – RSPG), která je poradním orgánem složeným z expertů delegovaných národními vládami, který Komisi pomáhá s formulacemi obecné politiky rádiového spektra v Evropské unii.
- Výbor pro rádiové spektrum (Radio Spectrum Committee – RSC), který Komisi pomáhá s přípravou technických implementačních rozhodnutí pro zajištění harmonizovaných podmínek pro dostupnost a efektivní využívání rádiového spektra na území členských zemí EU.

V roce 2012 bylo přijato Rozhodnutí Evropského parlamentu a Rady o vytvoření víceletého programu politiky rádiového spektra (RSPP), které definovalo hlavní politické cíle a stanovilo obecné principy pro správu rádiového spektra. Rozhodnutí zmiňuje tyto prioritní oblasti, na které se má zaměřit politika rádiového spektra v EU:
- bezdrátové širokopásmové datové komunikace;
- sledování atmosféry a povrchu Země pomocí vesmírných aplikací;
- zlepšení dopravy inteligentními systémy bezpečnosti a řízení dopravy;
- úsporné využívání energií pomocí inteligentních energetických sítí a inteligentních měřících systémů;
- rozvoj služeb zajišťujících bezpečnost a na podporu volného oběhu souvisejících zařízení a rozvoje inovačních interoperabilních řešení bezpečnosti a ochrany veřejnosti, civilní obrany a odstraňování následků katastrof;
- spektrum pro výzkumné a vývojové iniciativy a inovační aplikace, které mohou mít velký sociálně-ekonomický dopad nebo potenciál pro investice, aby posoudily potřeby těchto aplikací, co se týče rádiového spektra, a v případě potřeby zvážily přidělení dostatečných pásem rádiového spektra pro tyto aplikace podle harmonizovaných technických podmínek a s co nejmenší administrativní zátěží;
- potřebná kmitočtová pásma pro zpravodajské programy a pořádání hromadných společenských akcí (PMSE), a to v souladu s cíli Unie zlepšit propojení vnitřního trhu a přístup ke kultuře;
- dostupnost rádiového spektra pro rádiovou identifikaci (RFID) a další bezdrátové komunikační technologie v rámci „internetu věcí“ (IoT) a budou spolupracovat na vytváření norem a harmonizaci přidělování rádiového spektra pro komunikaci v rámci IoT ve všech členských státech.

Rozhodnutí Evropského Parlamentu a Rady o vytvoření víceletého programu politiky rádiového spektra rovněž zavedlo tzv. registr stávajícího rádiového spektra pro komerční a veřejné účely, který pokrývá rozsah 400 MHz až 6 GHz. Jeho hlavním účelem bylo umožnit zjištění kmitočtových pásem, ve kterých by mohlo dojít ke zlepšení účinnosti stávajícího využití rádiového spektra a usnadnit zjištění kmitočtových pásem vhodných k přerozdělení a možnosti sdílení rádiového spektra za účelem podpory politik Unie, které Rozhodnutí zmiňuje.
Jako součást balíčku pro vytvoření jednotného digitálního trhu napříč EU přijal Evropský parlament a Rada v roce 2018 Kodex pro elektronické komunikace, který coby komplexní celek, nahrazuje dosavadní právní úpravu EU. V oblasti rádiového spektra sjednocuje Kodex řadu opatření k zajištění dlouhodobých socioekonomických přínosů pro oblast rádiového spektra, k nimž patří: 
- sdílené využívání rádiového spektra;
- podpora technologického vývoje a inovací;
- efektivní a účelné využívání rádiového spektra;
- transparentnost;
- vhodné postupy pro přidělování rádiového spektra;
- harmonizace a koordinace rádiového spektra.

V návaznosti na Kodex je připravována revize Rozhodnutí RSPP s předpokladem přijetí v roce 2022. K pilířům nových záměrů bude patřit kromě sdílení spektra také podpora inovací, řešení sektorových potřeb ve spektru, spolupráce v oblasti spektra mezi státy a institucemi, rozvoj projektů v družicových komunikacích, kmitočty pro aplikace v dopravě a pro drony, koordinace využívání spektra civilním a necivilním sektorem, standardizace v oblasti výrobkové regulace a také sektorové potřeby k realizaci environmentálních politik EU.

## Využívání rádiového spektra v Česku
V ČR upravuje podmínky využívání rádiového spektra Plán využití rádiového spektra a Všeobecná oprávnění, které vydává ČTÚ s cílem zajištění účelného a flexibilního využívání tohoto národního zdroje v souladu s národními strategiemi a politikami, mezinárodní harmonizací a s ohledem na zabránění škodlivé interferenci.
Účelným využíváním rádiových kmitočtů se rozumí přínos pro společnost zahrnující hlediska technická, funkční a sociálně-ekonomická přičemž při návrhu podmínek využívání rádiového spektra přihlíží Úřad k optimálnímu vyvážení jednotlivých faktorů účelného využívání rádiového spektra.
Rádiové spektrum lze využívat rádiovými stanicemi buď na základě všeobecného oprávnění k využívání rádiových kmitočtů, anebo na základě individuálního oprávnění svázaného s konkrétní osobou uživatele kmitočtů. Specifickým způsobem využití spektra je vědecké využití, které je založeno na příjmu rádiových vln přírodního původu a týká se těchto radiokomunikačních služeb: kosmického výzkumu, družicového průzkumu Země a radioastronomie.
Strategickým vládním dokumentem pro správu rádiového spektra v ČR je Strategie správy rádiového spektra, která přispěla k přenesení řady konkrétních opatření z dokumentů EU do národního prostředí. Strategie bude formou Situační zprávy aktualizovaná v roce 2021. Příkladem opatření k naplnění transparentnosti je webová aplikace ČTÚ Využití rádiového spektra, spuštěná v roce 2015. Příkladem podpory sdíleného využívání spektra a uplatnění vhodných postupů přidělování spektra je webová aplikace ČTÚ z roku 2020 pro registraci rádiových stanic různých technologií a provozních režimů v pásmu 60 GHz Archivováno 16. 7. 2020 na Wayback Machine., rozšířená v dubnu 2021 o pásma WiFi 5,2 GHz a 5,8 GHz.